# DTBook
DTBook (Akronym für Daisy Digital Talking Book) oder DAISY XML ist ein XML-basiertes Dokumentenformat für Texte. Es kann unter anderem in EPUB-E-Books und DAISY-Hörbüchern eingesetzt werden. DTBook ist im Gegensatz zu Dokumentenformaten wie ODF nicht format-, sondern strukturorientiert und im Vergleich zu anderen strukturorientierten Formaten wie DocBook und TEI relativ einfach. Es wurde vom Daisy-Konsortium als barrierefreies Format in Anlehnung an HTML unter besonderer Berücksichtigung der Anforderungen von Sehbehinderten entwickelt. Daher legt es einen Schwerpunkt auf eine klare, eindeutige Navigation und die Erklärung visueller Elemente. DTBook wird vom Daisy-Konsortium entwickelt und ist mit einer DTD als Teil des NISO-Standards Z39.86-2005 definiert.

## NIMAS
Eine Teilmenge der XML-Elemente von DTBook bilden den NIMAS (National Instructional Materials Accessibility Standard), einen US-Standard für elektronische Schulbücher für Sehbehinderte. NIMAS-Dokumente sind nach der DTBook-DTD valide.

## Beispiel
```
  
<?xml version="1.0" encoding="UTF-8"?>

  
<!DOCTYPE dtbook

  PUBLIC "-//NISO//DTD dtbook 2005-3//EN"

  "http://www.daisy.org/z3986/2005/dtbook-2005-3.dtd">

  
<dtbook
 
version=
"2005-3"
 
xml:lang=
"de-DE"
>

    
<head>

      
<meta
 
name=
"dc:Title"
 
content=
"Hallo Welt"
/>

    
</head>

    
<book>

      
<bodymatter>

        
<level1>

          
<h1>
Hallo
 
Welt
</h1>

          
<p>
Das
 
ist
 
ein
 
Beispieltext.
</p>

        
</level1>

      
</bodymatter>

    
</book>

  
</dtbook>

```